# Мауританија на Летњим олимпијским играма 1992.
Мауританија је на Летњим олимпијским играма 1992. у Барселони учествовала са шесторо спортиста, који су се такмичили у атлетици. Ово је било треће учешће Мауританије на ЛОИ од пријема у МОК.
Мауританија је остала у групи земаља које до сада нису освајале олимпијске медаље.

## Учесници по спортовима
| Спорт      | Мушкарци | Жене | Укупно |
| ---------- | -------- | ---- | ------ |
| Атлетика   | 6        | 0    | 6      |
| Укупно (1) | 6        | 0    | 6      |

## Резултати

### Атлетика

#### Мушкарци
| Noureddine Ould Ménira   | 100 м    | 11,22             | 7 у гр. 6         | Није се пласирао | Није се пласирао | Није се пласирао | Није се пласирао | Није се пласирао  | 70 / 78 (81)      |                  |                  |  |
| Boubout Dieng            | 200 м    | 22.75             | 7 у гр. 9         | Није се пласирао | Није се пласирао | Није се пласирао | Није се пласирао | Није се пласирао  | 76 / 77 (79)      |                  |                  |  |
| Chérif Baba Aidara       | 400 м    | 50,35             | 8 у гр. 3         |                  |                  | Није се пласирао | Није се пласирао | Није се пласирао  | 42 / 66 (68)      |                  |                  |  |
| Chérif Baba Aidara       | 800 м    | 1:56,41           | 6 у гр. 2         |                  |                  | Није се пласирао | Није се пласирао | Није се пласирао  | 50 / 57 (61)      |                  |                  |  |
| Sid'Ahmed Ould Mohamedou | 10.000 м | Није завршио трку | Није завршио трку |                  |                  |                  |                  | Није се пласирао  | Није се пласирао  | Није се пласирао | Није се пласирао |  |
| Mohamed Ould Khalifa     | маратон  |                   |                   |                  |                  |                  |                  | Није завршио трку | Није завршио трку |                  |                  |  |